# Bathynella
Bathynella är ett släkte av kräftdjur. Bathynella ingår i familjen Bathynellidae.
Kladogram enligt Catalogue of Life:
| Bathynella | \| \| Bathynella fraterna \| \| \| \| \| \| Bathynella germanitas \| \| \| \| \| \| Bathynella riparia \| \| \| \| |
|            | \| \| Bathynella fraterna \| \| \| \| \| \| Bathynella germanitas \| \| \| \| \| \| Bathynella riparia \| \| \| \| |
|            | Pacificabathynella                                                                                                 |
|            | |
|            | Bathynella fraterna                                                                                                |
|            | |
|            | Bathynella germanitas                                                                                              |
|            | |
|            | Bathynella riparia                                                                                                 |
|            | |

|  | Bathynella fraterna   |
|  |                       |
|  | Bathynella germanitas |
|  |                       |
|  | Bathynella riparia    |
|  |                       |